# László Jeney
László Jeney (ur. 30 maja 1923 w Klużu, zm. 24 kwietnia 2006 w Budapeszcie) – węgierski piłkarz wodny, bramkarz. Wielokrotny medalista olimpijski.
Urodził się w Siedmiogrodzie na terenie ówczesnego Królestwa Rumunii. Na igrzyskach startował cztery razy (1948-1960) i za każdym razem z drużyną waterpolistów sięgał po medale, w tym dwa złote. Dwukrotnie był mistrzem Europy (1954 i 1958). W reprezentacji rozegrał 64 spotkania.